# Sixtenberg
Sixtenberg (fränkisch: Sigsnbärch) ist ein Gemeindeteil des Marktes Geiselwind im unterfränkischen Landkreis Kitzingen. Sixtenberg liegt in der Gemarkung Freihaslach Nordwest.

## Geografische Lage
Der Weiler liegt auf einem Höhenzug des Steigerwaldes. Eine Gemeindeverbindungsstraße führt die Bundesautobahn 3 unterquerend nach Wasserberndorf zur Staatsstraße 2260 (1,3 km nördlich) bzw. nach Freihaslach zur Staatsstraße 2256 (3,1 km südöstlich).

## Geschichte
Der Ortsname verweist auf die Geschichte des Dorfes. Wahrscheinlich handelte es sich um den „Bergort eines Six(t)“. Hier lebte eine Familie dieses Namens, die im 16. Jahrhundert noch existierte. Der Ortsname ist relativ jung, der Ort wurde wahrscheinlich erst im 15. oder 16. Jahrhundert gegründet. Im 17. Jahrhundert nahm man eine Bedeutungsänderung am Ortsnamen vor. Nun führte man ihn auf den heiligen Papst Sixtus I. zurück.
Erstmals erwähnt wurde Sixtenberg im Jahr 1592. Damals verkaufte Sigmund von Vestenberg unter anderem einige Lehen in „Sixenberg“ an Lorenz von Münster. Zu diesem Zeitpunkt war das Dorf Teil der Zent Burghaslach in den Händen der Herren von Vestenberg. Die eigentlichen Herren waren allerdings die Grafen zu Castell, die den Ort als Lehen vergaben. Sixtenberg bestand damals aus einem großen Hofgut und einem einzelnen Haus.
Mit Hans Six „zum Sixen Berg“ tauchte die namensgebende Familie 1608 wiederum auf. Der Name war im Pfarrbuch von Kirchrimbach eingetragen worden. Zeitweise vergaben die Vestenberg das Dorf als Afterlehen auch an das Kloster Michelsberg in Bamberg. 1624 standen in „Siebenberg“, eine Falschschreibung, drei Häuser. Nach dem Aussterben der Vestenberg fiel das Dorf 1687 wieder zurück an Castell.
Mit dem Gemeindeedikt (frühes 19. Jahrhundert) wurde Sixtenberg dem Steuerdistrikt Münchhof und der Ruralgemeinde Wasserberndorf zugeordnet. Vor 1837 erfolgte die Umgemeindung nach Freihaslach. Im Zuge der Gebietsreform in Bayern wurde Sixtenberg am 1. Januar 1972 nach Geiselwind eingegliedert.

### Einwohnerentwicklung
| Jahr      | 001807 | 001818 | 001836 | 001840 | 001861 | 001871 | 001885 | 001900 | 001925 | 001950 | 001961 | 001970 | 001987 |
| Einwohner | 22     | 31     | 29     | 29     | 30     | 30     | 36     | 35     | 32     | 37     | 38     | 29     | 29     |
| Häuser    |        | 6      | 6      | 5      |        |        | 6      | 6      | 6      | 5      | 5      |        | 6      |
| Quelle    | [ 7 ]  | [ 8 ]  | [ 10 ] | [ 13 ] | [ 14 ] | [ 15 ] | [ 16 ] | [ 17 ] | [ 18 ] | [ 19 ] | [ 20 ] | [ 21 ] | [ 2 ]  |

## Dreifrankenstein

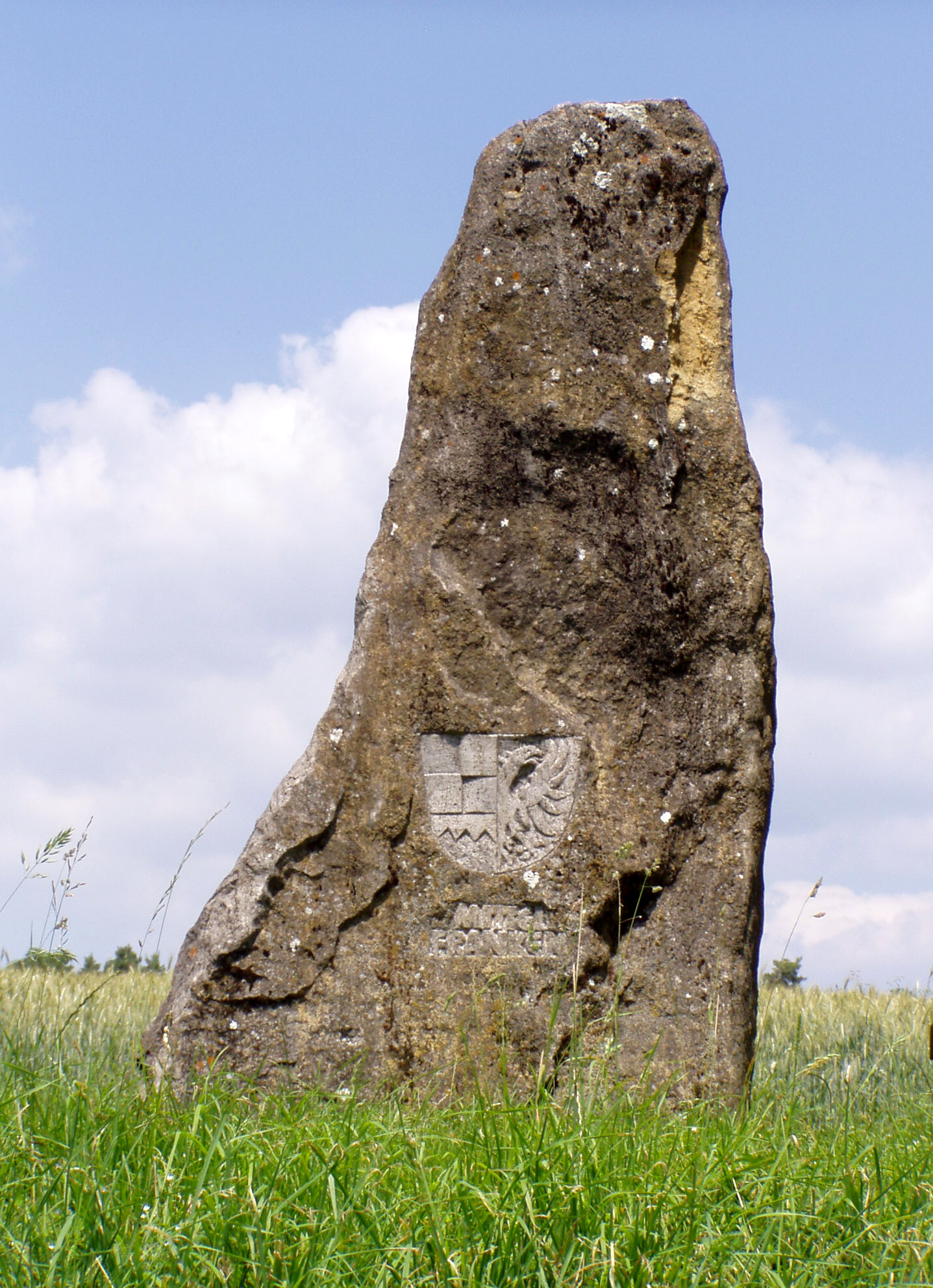
Der Dreifrankenstein

Eine Besonderheit ist der sogenannte Dreifrankenstein, der sich auf der angrenzenden Gemarkung der Stadt Schlüsselfeld in Mittelfranken befindet. An dieser Stelle stoßen die drei Bezirke Ober-, Mittel- und Unterfranken aneinander. Nach der Gebietsreform der 1970er Jahre errichtete man den Stein an dieser Stelle des Steigerwaldes.

## Bildung
Sixtenberg liegt heute im Sprengel der Drei-Franken-Grundschule im Hauptort Geiselwind. Ab der 5. Klasse besuchen die Kinder die Nikolaus-Fey-Mittelschule in Wiesentheid. Weiterführende Schulen können mit der Mädchenrealschule in Volkach, der Realschule in Ebrach und mit der Realschule in Dettelbach besucht werden. Gymnasien gibt es in Münsterschwarzach (Egbert-Gymnasium), Volkach-Gaibach (Franken-Landschulheim Schloss Gaibach), Wiesentheid (Steigerwald-Landschulheim) und Kitzingen (Armin-Knab-Gymnasium). Bereits in Mittelfranken liegt das Gymnasium Scheinfeld.

## Religion
Sixtenberg ist seit der Reformation evangelisch-lutherisch geprägt und nach St. Laurentius (Füttersee) gepfarrt.